# Triabunna
Triabunna är en ort i Australien. Den ligger i kommunen Glamorgan/Spring Bay och delstaten Tasmanien, i den sydöstra delen av landet, omkring 63 kilometer nordost om delstatshuvudstaden Hobart. Antalet invånare är 959.
Trakten är glest befolkad. Triabunna är det största samhället i trakten. 
Trakten runt Triabunna består i huvudsak av gräsmarker. Genomsnittlig årsnederbörd är 619 millimeter. Den regnigaste månaden är november, med i genomsnitt 79 mm nederbörd, och den torraste är augusti, med 37 mm nederbörd.